# Sofi Nilsson
Sophia "Sofi" Nilsson, född Andersson 3 juni 1840, död 1923, var en svensk pedagog. Hon var en av Sveriges första folkskollärarinnor och den som introducerade skolköket.
Hon var bondflicka från gården Bohyttan i Tjällmo socken i Östergötland. Utan lärarutbildning fick hon anställning på Mönsterskolan i Klara, Stockholm 1862. 1864 fick hon stipendium för att studera skolor som tillämpade pedagogen Pestalozzis metoder i England och Skottland. Det var en pedagogik som gick ut på att ställa motfrågor till barnen, så att de själva skulle komma till insikt. Hon fick 1896 vid sin avgång efter 34 års tjänst, medalj av femte storleken "För medborgerlig förtjänst".
När hon som 22-åring kom till Stockholm blev hon vän med  Anna Hierta, som introducerade henne i stadens societet. Sofi Nillson var den som grundade skolköken och hushållsundervisningen i folkskolan genom att 1889 starta en skolköksutbildning för flickor, som lagade maten åt  arbetsstugorna som väninnan Anna Retzius initierat. Hon skrev också tre böcker om skolköksundervisning, bland annat Hushållslärans första grunder. Innan dess hade hon och hennes man skrivit artiklar och inlägg i pedagogiska tidningar under signaturen S N-n och N-n. 1897 presenterar hon skolkök på Stockholmsutställningen samt på Parisutställningen 1900 och i St Louis 1904. 
1873 träffade hon sin blivande man Sven Nilsson. De båda blev rektorer på varsin skola, han på Nikolaiskola och hon på Klara skola. En ung August Strindberg arbetade en kort tid som hjälplärare åt Sofi Nilsson. Hon måste gjort intryck på honom, för han ältar mötet med henne från Tjänstekvinnans son till Giftasböckerna. Stockholms folkskola gav henne 1876 en statlig graviditetsersättning med 75% av lönen i tre månader, när hon väntade sin dotter, för att få behålla hennes kompetens och visioner.
1887 blev Sofi Nilsson invald i Nya Idun och kom på så sätt att få tillträde till andra kvinnliga föreningar och klubbar. Hon träffade där Sophie Adlersparre, Anne Charlotte Leffler, Sonja Kovalevsky, Anna Sandström, Mathilda Roos, Ellen Fries, Elsa Eschelsson, Karolina Widerström, Victoria Benedictsson med flera.